# Cừu Cheviot miền Bắc

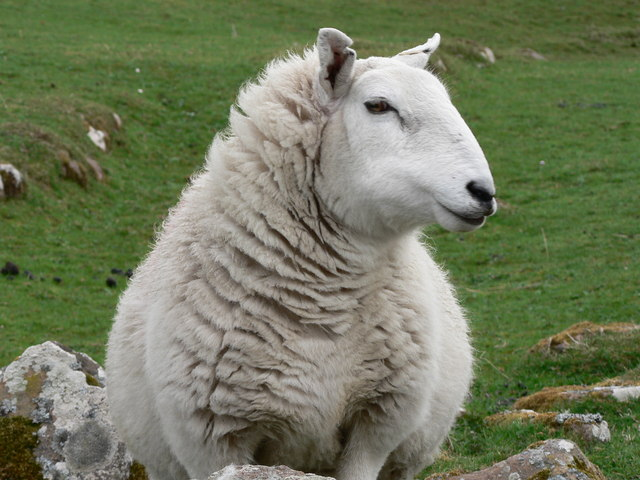
Cừu Cheviod miền Bắc

Cừu Cheviod miền Bắc (tiếng Anh: North Country Cheviod) là một giống cừu có nguồn gốc ở vùng Tô Cách Lan ở miền Bắc, chúng được hình thành từ việc lai tạo loại cừu Cheviod. Chúng được nuôi chủ yếu ở Scotland, nhưng cũng được nuôi ở các bộ phận khác của Vương quốc Anh, bao gồm cả Bắc Ireland. Chúng được nuôi chủ yếu để lấy thịt cừu.

## Lịch sử
Năm 1791, Sir John Sinclair đưa đàn cừu ở đồi Cheviod gần biên giới nước Anh cho các quận Caithness và Sutherland ở phía bắc Scotland. Ông đặt tên cho các con chiên là "Cheviods" sau khi khu vực đồi nơi có nguồn gốc của chúng. Một giống đồi đã được giới thiệu vào các phạm vi của trung tâm Scotland do đó cừu mặt đen Scotland (Scotland Blackface) tạo ra một sự tách biệt rõ ràng giữa các quận phía bắc của Caithness và Sutherland và khu vực biên giới ở miền nam Scotland.
Hầu hết các cơ quan suy đoán rằng cả cừu ở Anh và cừu Leicester biên giới có thể đã được giới thiệu vào Cheviods North Country vào thời điểm này. Kết quả là một con cừu lớn mà đã có một lông cừu dài hơn, và một đặc tính trong đó trưởng thành sớm hơn. Giống cừu miền Bắc này có kích thước khoảng hai lần kích thước của giống cừu miền Nam tương đối của nó. Năm 1912, Caithness và Sutherland nhân giống thành lập Hiệp hội người nuôi cừu North Country để quản lý chương trình và bán hàng. Năm 1945, tổ chức này đã được cải cách vào Hội Sheep North Country Cheviod hiện đăng ký, xuất khẩu, xúc tiến và cải tiến giống. 

## Đặc điểm

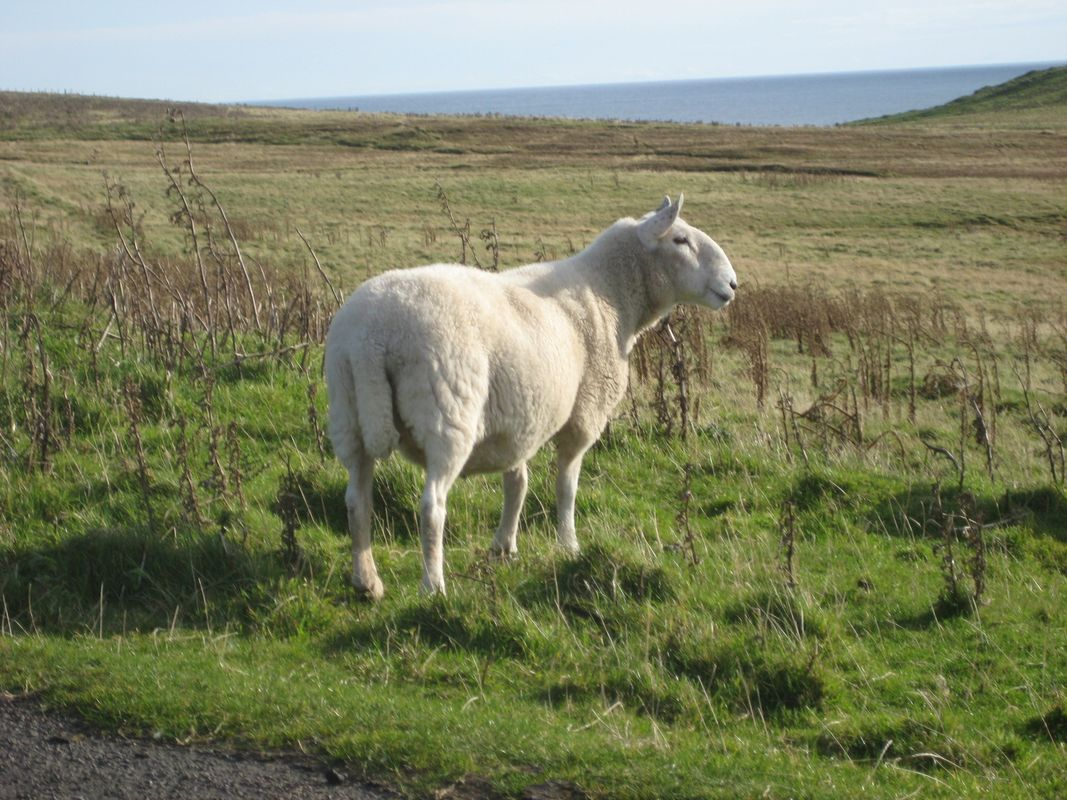
Cừu Cheviod miền Bắc

Cừu Cheviod miền Bắc bề ngoài có một cái nhìn ấn tượng, trông chúng cảnh giác với đôi tai dựng đứng. Cái đầu của chúng là màu trắng rực rỡ và có len. Cơ thể được bao phủ hoàn toàn bằng lông cừu và lông này dài, sâu và trắng. Các bộ phận mũi có mũi màu đen. Đôi mắt có một đường màu đen xung quanh (đeo kính). Cả hai giới đều khuyết sừng (hornless). Cổ chúng ngắn và mạnh mẽ. Các đôi chân được bao phủ với lớp lông ngắn, sợi trắng. Nhìn chung, len là mịn, trắng và không có kemp. lớp len dày 50-56 đơn vị. Con đực trưởng thành nặng trên 225 lb (102 kg) và cừu cái trưởng thành nặng trên 175 lb (79 kg).
Trán chúng phẳng, xương mũi lồi ra, chúng có hố nước mắt, mõm của chúng mỏng, môi hoạt động, răng cửa sắc, nhờ đó chúng có thể gặm được cỏ mọc thấp và bứt được những lá thân cây mềm mại, hợp khẩu vị trên cao để ăn. Chúng có thói quen đi kiếm ăn theo bầy đàn, tạo thành nhóm lớn trên đồng cỏ. Trong da chúng có nhiều tuyến mồ hôi và tuyến mỡ hơn dê. Bởi thế chúng bài tiết mồ hôi nhiều hơn và các cơ quan hô hấp tham gia tích cực hơn vào quá trình điều tiết nhiệt. Mô mỡ dưới da của chúng phát triển tốt hơn dê và ngược lại ở các cơ bên trong của chúng có ít tích lũy mỡ hơn dê. Chính vì vậy, thịt chúng nhiều nạc hơn thịt dê.

## Chăn nuôi

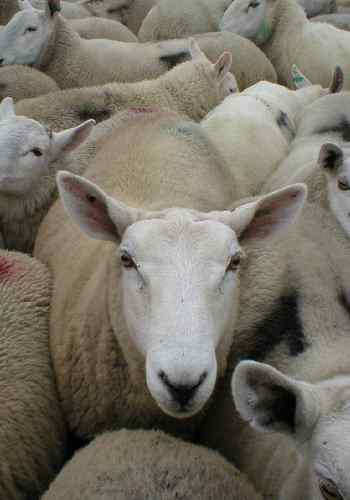
Chăn nuôi cừu

Chúng có tính bầy đàn cao nên dễ quản lý, chúng thường đi kiếm ăn theo đàn nên việc chăm sóc và quản lý rất thuận lợi. Chúng cũng là loài dễ nuôi, mau lớn, ít tốn công chăm sóc. So với chăn nuôi bò thì chúng là vật nuôi dễ tính hơn, thức ăn của chúng rất đa dạng, thức ăn của chúng là những loại không cạnh tranh với lương thực của người. Chúng là động vật có vú ăn rất nhiều cỏ. Hầu hết chúng gặm cỏ và ăn các loại cỏ khô khác, tránh các phần thực vật có gỗ nhiều. Chúng có chế độ hoạt động ban ngày, ăn từ sáng đến tối, thỉnh thoảng dừng lại để nghỉ ngơi và nhai lại. Đồng cỏ lý tưởng cho chúng như cỏ và cây họ Đậu. Khác với thức ăn gia súc, thức ăn chính của chúng trong mùa đông là cỏ khô.
Chúng là loài ăn tạp, có thể ăn được nhiều loại thức ăn bao gồm thức ăn thô xanh các loại như: rơm cỏ tươi, khô, rau, củ quả bầu bí các loại, phế phụ phẩm công nông nghiệp và các loại thức ăn tinh bổ sung như cám gạo ngũ cốc. Mỗi ngày chúng có thể ăn được một lượng thức ăn 15-20% thể trọng. Chúng cần một lượng thức ăn tính theo vật chất khô bằng 3,5% thể trọng. Với nhu cầu 65% vật chất khô từ thức ăn thô xanh (0,91 kg) và 35% vật chất khô từ thức ăn tinh (0,49 kg). Khi cho chúng ăn loại thức ăn thô xanh chứa 20% vật chất khô và thức ăn tinh chứa 90% vật chất khô.
Nguồn nước uống là nhu cầu cơ bản của chúng. Lượng nước cần cho chúng biến động theo mùa và loại và chất lượng thực phẩm mà chúng tiêu thụ. Khi chúng ăn nhiều trong các tháng đầu tiên và có mưa (kể cả sương, khi chúng ăn vào sáng sớm), chúng cần ít nước hơn. Khi chúng ăn nhiều cỏ khô thì chúng cần nhiều nước. Chúng cũng cần uống nước sạch, và có thể không uống nếu nước có tảo hoặc chất cặn. Trong một số khẩu phần ăn của chúng cũng bao gồm các khoáng chất, hoặc trộn với lượng ít.

## Chăm sóc

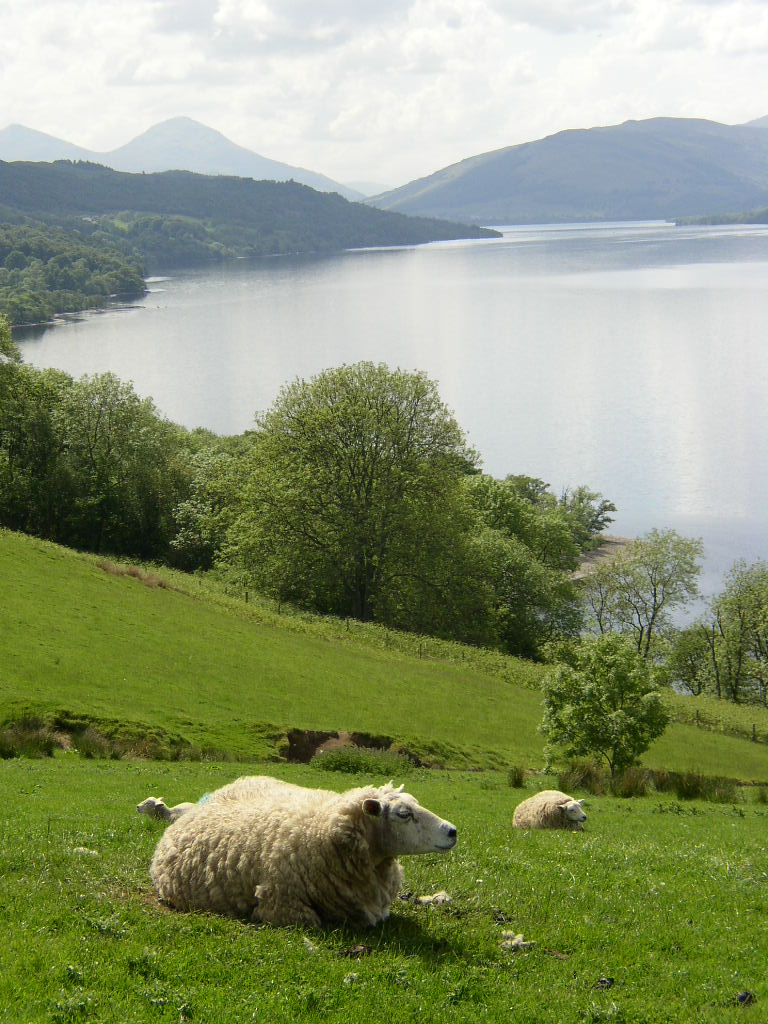
Một con cừu ở hồ Loch Tay

Sau khi cho phối giống 16-17 ngày mà không có biểu hiện động dục lại là có thể cừu đã có chửa, Căn cứ vào ngày phối giống để chuẩn bị đỡ đẻ cho cừu (thời gian mang thai của cừu 146-150 ngày) nhằm hạn chế cừu sơ sinh bị chết; Có thể bồi dưỡng thêm thức ăn tinh và rau cỏ non cho cừu có chửa nhưng tuyệt đối tránh thức ăn hôi mốc; Khi có dấu hiệu sắp đẻ (bầu vú căng, xuống sữa, sụt mông, âm hộ sưng to, dịch nhờn chảy ra, cào bới sàn…) nên nhốt ở chuồng riêng có lót ổ rơm và chăn dắt gần, tránh đồi dốc.
Thông thường cừu mẹ nằm đẻ nhưng cũng có trường hợp đứng đẻ, tốt nhất nên chuẩn bị đỡ đẻ cho cừu; Sau khi đẻ cừu mẹ tự liếm cho con. Tuy nhiên, vẫn phải lấy khăn sạch lau khô cho cừu con, nhất là ở miệng và mũi cho cừu con dễ thở. Lấy chỉ sạch buộc cuống rốn (cách rốn 4–5 cm), cắt cuống rốn cho cừu con và dùng cồn Iod để sát trùng; Giúp cừu con sơ sinh đứng dậy bú sữa đầu càng sớm càng tốt (vì trong sữa đầu có nhiều kháng thể tự nhiên); Đẻ xong cho cừu mẹ uống nước thoải mái (có pha đường 1% hoặc muối 0.5%).
Cừu con trong 10 ngày đầu sau khi đẻ cừu con bú sữa mẹ tự do; Từ 11-21 ngày tuổi cừu con bú mẹ 3 lần/ngày, nên tập cho cừu con ăn thêm thức ăn tinh và cỏ non, ngon; 80-90 ngày tuổi có thể cai sữa. Giai đoạn này phải có cỏ tươi non, ngon cho cừu con để kích thích bộ máy tiêu hóa phát triển (đặc biệt là dạ cỏ) và bù đắp lượng dinh dưỡng thiếu hụt do sữa mẹ cung cấp không đủ; Cừu sinh trưởng và phát triển nhanh, mạnh ở giai đoạn này.